# Craig Watson (triatleta)
Craig Robert Watson (Invercargill, 2 de junio de 1971) es un deportista neozelandés que compitió en triatlón. Ganó una medalla de bronce en el Campeonato Mundial de Triatlón de 2001 y una medalla de bronce en el Campeonato de Oceanía de Triatlón de 2002.

## Palmarés internacional
| Campeonato Mundial    | Campeonato Mundial         | Campeonato Mundial | Campeonato Mundial |
| Año                   | Lugar                      | Medalla            | Prueba             |
| --------------------- | -------------------------- | ------------------ | ------------------ |
| 2001                  | Edmonton (Canadá)          | Medalla de bronce  | Individual         |
| Campeonato de Oceanía |                            |                    |                    |
| Año                   | Lugar                      | Medalla            | Prueba             |
| 2002                  | Queenstown (Nueva Zelanda) | Medalla de bronce  | Individual         |